# Agugliotto

L'agugliotto è una ferramenta che fa parte del sistema di governo di una imbarcazione o di una nave; serve a sostenere il peso del timone e gli consente di ruotare per governare la direzione della barca, il principio di funzionamento è il medesimo dei cardini delle porte, sono infatti delle cerniere. 
Normalmente gli agugliotti sono due, uno sopra all'altro, hanno la forma di un perno e di solito sono costruiti in acciaio. Sono fissati alla pala del timone. Tramite le femminelle, solidali alla poppa dell'imbarcazione in posizione centrale, sopra la linea di galleggiamento, permettono alla pala del timone di girare. 
Quando l'imbarcazione viene disarmata o rimessata, il timone, che è solidale agli agugliotti, può essere sfilato via dalle femminelle, unite allo specchio di poppa, e riposto per manutenzione o altro. È possibile che le femminelle siano solidali al timone, invece che allo specchio di poppa; in questo caso gli agugliotti saranno invece fissati allo specchio di poppa, ed il meccanismo di rotazione sarà lo stesso.